# Ancienne grande synagogue de Munich (1887-1938)
L'ancienne grande synagogue de Munich, située sur la Herzog-Max-Straße dans la vieille ville de Munich  a été construite de 1883 à 1887, sous le règne du roi Louis II de Bavière, par l'architecte Albert Schmidt dans le style néo-roman En juin 1938, sur ordre personnel d'Adolf Hitler, elle fut l'une des premières synagogues d'Allemagne à être détruite par les nazis.

## Historique du bâtiment

### Les synagogues précédentes
Jusqu'à la fin du XVIIIe siècle, les Juifs de Munich se réunissent pour les offices dans des salles de prière privées. Avec la fondation de la communauté juive de Munich (IKG) en 1815, deux ans après la publication de l'édit pour les Juifs bavarois de 1813, la communauté décide la construction d'une synagogue à Munich en raison de l'augmentation conséquente de la population juive. En 1824, après de longues discussions sur le lieu entre l'État et l'IKG, la première pierre de la synagogue est posée dans la Westenriederstrasse, non loin du Viktualienmarkt. Elle est construite par l'architecte franco-bavarois Jean-Baptiste Métivier, issu d'une famille de sculpteurs et d'architectes. Le 21 avril 1826, la synagogue est inaugurée par une cérémonie à laquelle participent également le roi Louis Ier et la reine Thérèse. 
En 1861, l'abrogation par le parlement de l'État de l'édit de 1813 et la levée des restrictions sur l'établissement et la conduite des affaires en Bavière, entraîne une croissance rapide de la population juive. Les 320 places de la synagogue de la Westenriederstrasse ne suffisent bientôt plus. 
Dans un premier temps, la communauté envisage de construire une nouvelle synagogue sur la Wittelsbacherplatz où elle achète un terrain en 1870. Mais les plans élaborés pour ce chantier, par les architectes Edwin Oppler et Albert Schmidt, n'obtiennent pas les autorisations requises des autorités de construction. La communauté envisage alors un projet d'agrandissement de la synagogue existante selon les plans de Matthias Berger, mais le projet ne débouche pas en raison du terrain défavorable qui aurait engendré des coûts beaucoup trop élevés.
Plans proposés par Edwin Oppler et par Matthias Berger et non retenus

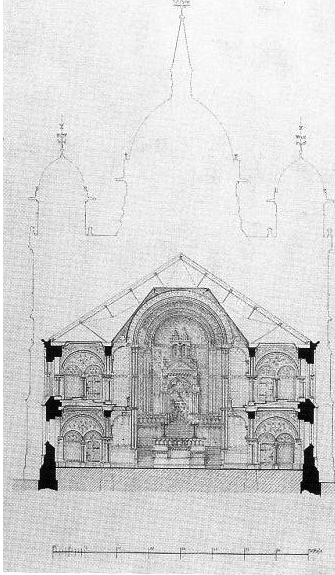
Plan d'Edwin Oppler de 1872
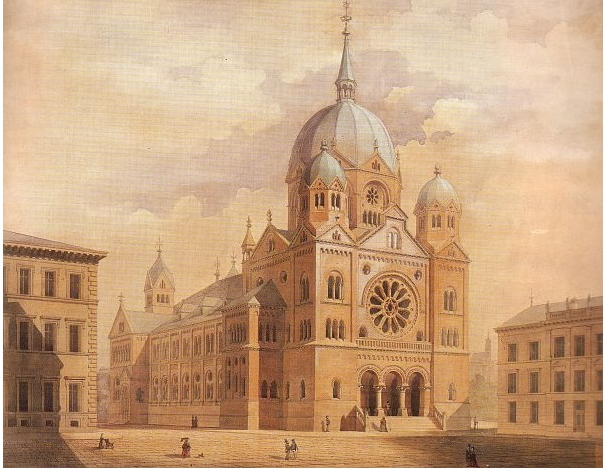
Plan d'Edwin Oppler de 1872
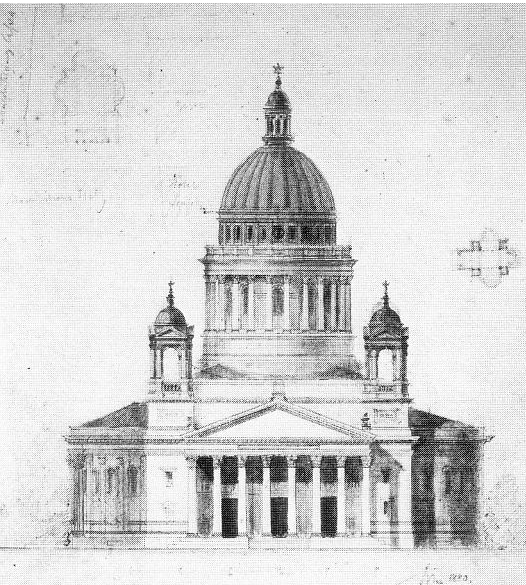
Plan de Matthias Berger de 1880
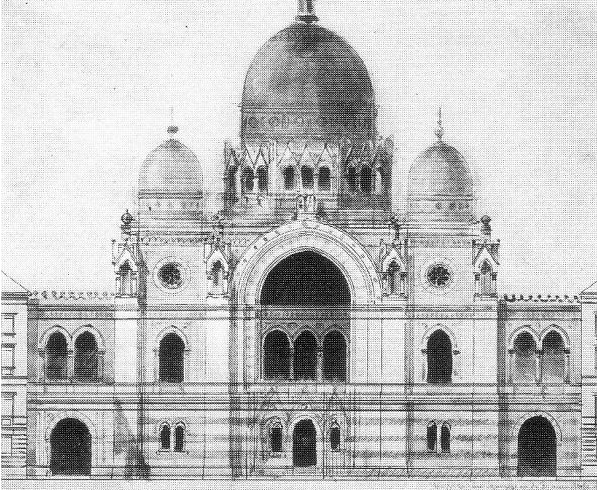
Plan de Matthias Berger de 1880

### Construction de la synagogue
Le roi Louis II fait mettre alors à disposition de la communauté juive un terrain à bâtir sur la Herzog-Max-Straße, que celle-ci acquiert en 1882 pour la somme de 300 000 marks. La propriété adjacente est achetée par l'entreprise de construction Sebastian Rasch pour 48 000 marks. La planification et la réalisation de la nouvelle synagogue sont réalisées par l'architecte Albert Schmidt (1841-1913), qui est l'architecte non seulement le la Löwenbräukeller à Munich, mais aussi de l'église paroissiale évangélique luthérienne Saint-Luc sur la Mariannenplatz, très semblable en style à la grande synagogue. La pose de la première pierre se déroule au printemps 1883, mais les travaux de construction de la synagogue ne commencent réellement que le 14 février 1884. Elle est inaugurée solennellement le 16 septembre 1887 en présence du ministre-président de Bavière Johann von Lutz et des maires Alois von Erhardt et Johannes von Widenmayer. Dans son sermon, le rabbin Joseph Perles présente cette synagogue non seulement comme un magnifique bâtiment parfaitement intégré dans le paysage urbain de Munich, mais aussi comme un symbole de l'intégration de la communauté juive locale.  
Le magazine juif Allgemeine Zeitung des Judentums décrit la cérémonie:
« La nouvelle synagogue, qui, selon les experts, est un ornement de la ville d'un point de vue architectural, a été inaugurée vendredi soir lors d'une cérémonie qui restera dans l'histoire de Munich comme un acte d'importance culturelle. La communauté israélite remplissait le magnifique bâtiment du temple, dont les larges galeries étaient occupées par des femmes. [...], des drapeaux aux couleurs bavaroises et munichoises flottaient à l'extérieur et des groupes de plantes ornementales pendaient sur les trois portails et sur la balustrade devant l'Arche sainte. Des bougies brûlaient sur les magnifiques lustres en cuivre. Des garçons et des filles portant des écharpes bleues et blanches formaient une file dans l'allée du milieu. Peu à peu, les invités d'honneur commencèrent à arriver, parmi lesquels nous voudrions citer : les ministres d'État royaux, le baron von Lutz et le baron Maximilian von Feilitzsch, le président du district le baron Sigmund von Pfeufer, le maréchal baron von Hutten, le général von Sprunner, plusieurs membres du parlement de l'État, le maître de chapelle de la cour Levi, le directeur de la police et du gouvernement, le Dr de Müller et le conseiller Meixner, les maires le Dr von Erhardt et le Dr von Widenmayer avec les conseillers Sickenberger, Schrott, Hergl, Hemmeter, Schreibmayer, le conseiller principal d'urbanisme Zenetti, les représentants municipaux Ritter von Schultes, Neuner, Böhm, Buchner et Heldenberg, l'archiviste municipal Ernst von Destouches, l'architecte de la synagogue Albert Schmidt, le juge de district Epstein ainsi que plusieurs représentants de la presse. […]
Une marche solennelle au son des trombones et des timbales a marqué le début des festivités, suivie de l'entrée des douze rouleaux de la Torah conservés dans de magnifiques coffres en or et en argent. Le chantre Kirschner, le rabbin Dr Perles et dix membres de l'administration cultuelle israélite portaient dans leur bras gauche ces coffres surmontés de clochettes autour de la synagogue dont les portails ont été ouverts tandis que le verset 26 du Psaume 118 « Béni soit celui qui vient au nom de l’Éternel ! / Nous vous bénissons de la maison de l’Éternel retentissait dans le chœur. En allumant la lampe éternelle, c'est-à-dire l'étincelle divine dans le sein de l'homme, le Dr. Perles a prononcé le texte de consécration en hébreu. De merveilleux chants ont accompagné l'ouverture de l'Arche Sainte, qui se trouve au centre du mur est, sous des décorations romanes en plein cintre. Les rouleaux de la Torah ont à nouveau été transportés au milieu de chants exaltants, et les mélodies solennelles du chantre Kirschner ont été particulièrement admirées. Lorsque les rouleaux de la Torah furent enfermés dans l'Arche Sainte et que sa porte fut recouverte d'un revêtement de velours richement brodé d'or, le psaume retentit : « Que tes demeures sont aimables / Éternel des armées ! ». 
La synagogue est un ajout digne des lieux artistiques de Munich. Que tout parti pris, tout fanatisme disparaisse et que chacun, en passant de l'ancienne synagogue à la nouvelle, emporte avec lui la paix comme la plus belle consécration de la maison!
Le sermon est suivi de la prière de consécration avec une bénédiction, le rabbin prononçant des paroles édifiantes pour le roi de Bavière, pour le prince-régent, pour les ministres, pour les membres des chambres, pour toute la région bavaroise. Il demande la protection et la bénédiction du ciel, en particulier pour la ville de Munich, pour ses autorités et ses citoyens, pour la communauté israélite et son administration. Puis le Psaume 150 « Alléluia ! » est chanté accompagné par l'orgue, les trompettes et les timbales. « Louez Dieu dans son sanctuaire » et cette grande composition a marqué la fin de la célébration de l'inauguration de la nouvelle synagogue de Munich, qui restera mémorable pour tous les participants !  »

### Démolition de la synagogue

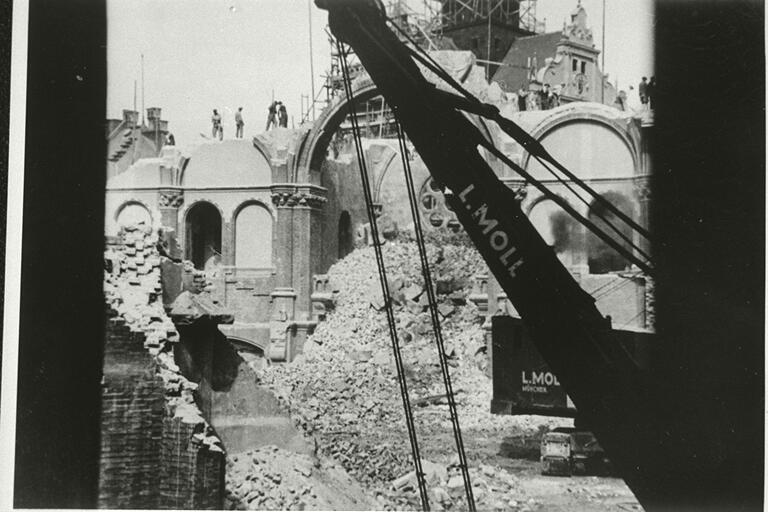
Destruction de la synagogue en juin 1938

Le 8 juin 1938, la ville informe la communauté juive qu'elle doit céder la synagogue et son terrain pour le prix fixé de 100 000 reichsmarks. Des raisons liées à la circulation sont invoquées comme justification. L'ordre de démolition vient directement d'Hitler qui avait assisté quelques jours plus tôt à un événement dans la Künstlerhaus (cité d'artistes) voisine. Selon les instructions d'Hitler, la synagogue doit avoir disparu le 8 juillet, date de la Journée de l'art allemand : « C'est ce que le Führer a ordonné, il n'y aurait pas d'objection ! Il ne veut plus voir le bâtiment ! ». 
L'entreprise de construction Leonhard Moll commence la démolition dès le 9 juin. L'orgue du facteur d'orgues Steinmeyer, datant de 1929, est vendu à l'archidiocèse de Munich et Freising et installé dans l'église Saint-Corbinien de Munich. Il est détruit lors d'un bombardement le 13 juillet 1944, ainsi que tout l'intérieur de l'église.  
Un parking est créé à la place de la synagogue. Les propriétés des 3 et 5 Herzog-Max-Straße, qui appartiennent également à la communauté juive, sont vendues pour 85 000 reichsmarks. La démolition initialement prévue de ces bâtiments pour l'expansion de Munich en tant que capitale du mouvement nazi, ne s'est réalisée. Au lieu de cela, l'organisation nazie Lebensborn s'y installe.

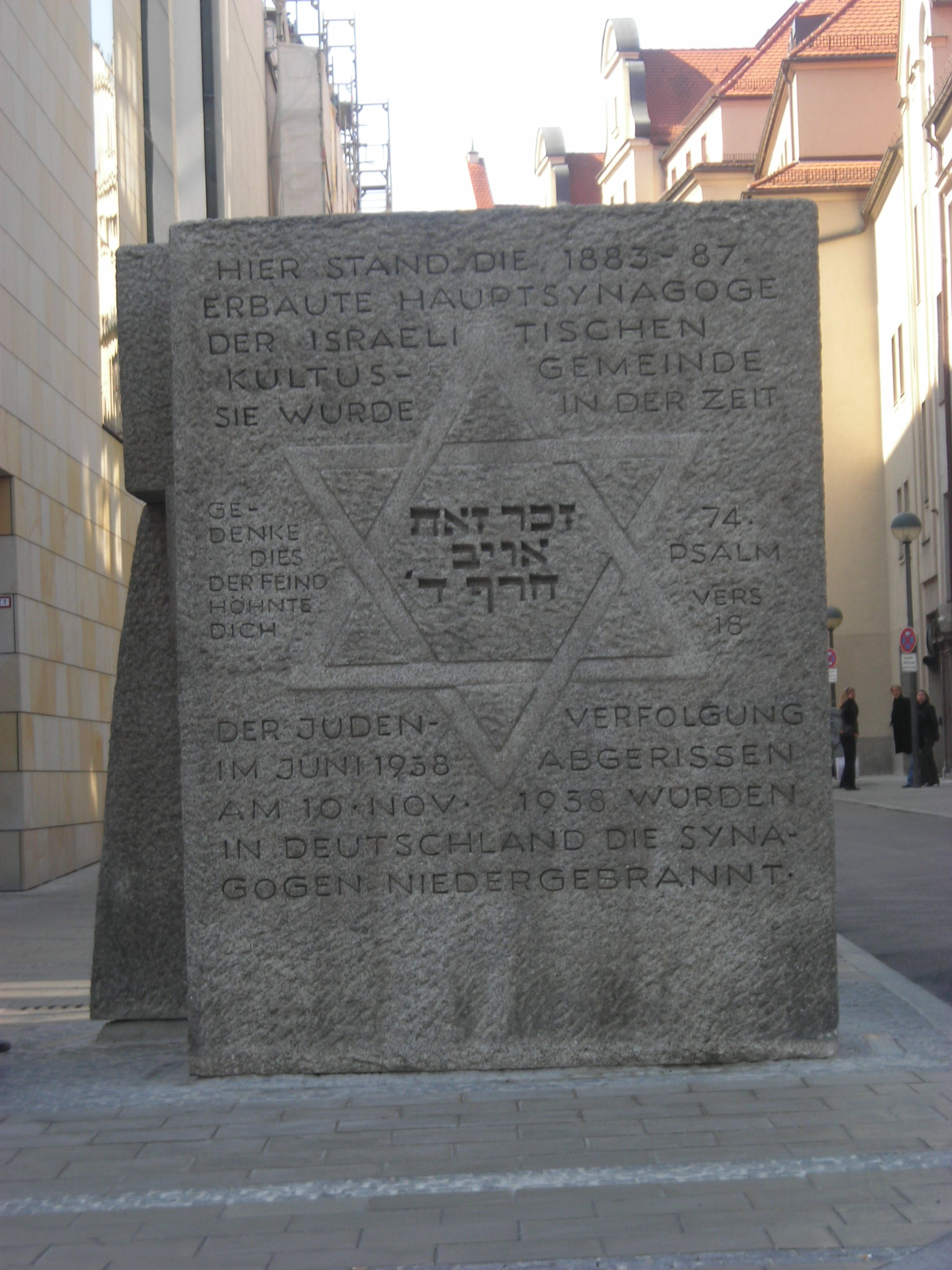
Monument en souvenir de la synagogue détruite

### Après la Seconde Guerre mondiale
Depuis 1969, une pierre commémorative créée par Herbert Peters sur la Herzog-Max-Straße, au coin de la Maxburgstraße rappelle la synagogue détruite.
Le terrain de l'ancienne grande synagogue est vendu en 1999 au groupe Arcandor, pour agrandir son grand magasin voisin Oberpollinger. Le produit de la vente qui s'élève à 20,5 millions d'euros est investi dans la construction du nouveau centre juif de la Jakobsplatz avec la grande synagogue Ohel Jakob, inauguré le 9 novembre 2006.
Au début du mois de juillet 2023, divers éléments de la grande synagogue sont découverts sur la retenue de l'Isar près du pont Großhesseloher, probablement utilisés dans les années 1950 comme remblai pour protéger contre les inondations,.

## Lesrabbinsde la synagogue
La grande synagogue durant ses 51 années d'existence n'aura connu que trois rabbins : 
- 1871–1894: Joseph Perles, né en 1835 à  Frankenstadt (maintenant Baja en Hongrie. Après des études au séminaire rabbinique de Breslau et à l'université de Breslau où il obtient un doctorat en philologie orientale et en philosophie en 1859, il est nommé rabbin à Posen en 1862. En 1871, il accepte le poste de rabbin de la synagogue de la Westenriederstraße à Munich, puis de la grande synagogue de Munich en 1887 lors de son inauguration.
- 1895–1918: Cossmann Werner, né en 1854 à Rogasen (maintenant Rogoźno en Pologne). Après des études à l'université de Breslau et au séminaire rabbinique de cette ville, il est nommé rabbin à Danzig avant de prendre la succession du rabbin Perles à Munich à la mort de ce dernier.
- 1918–1940: Leo Baerwald, né en 1883 à Saaz (maintenant Žatec en Tchéquie). Il obtient son diplôme rabbinique du séminaire rabbinique de Breslau et devient rabbin de la Grande synagogue après le décès du rabbin Werner à la fin de la Première Guerre mondiale. Il restera rabbin de la synagogue, même après sa destruction. Il émigre à New York en 1940 où il décède en 1970.

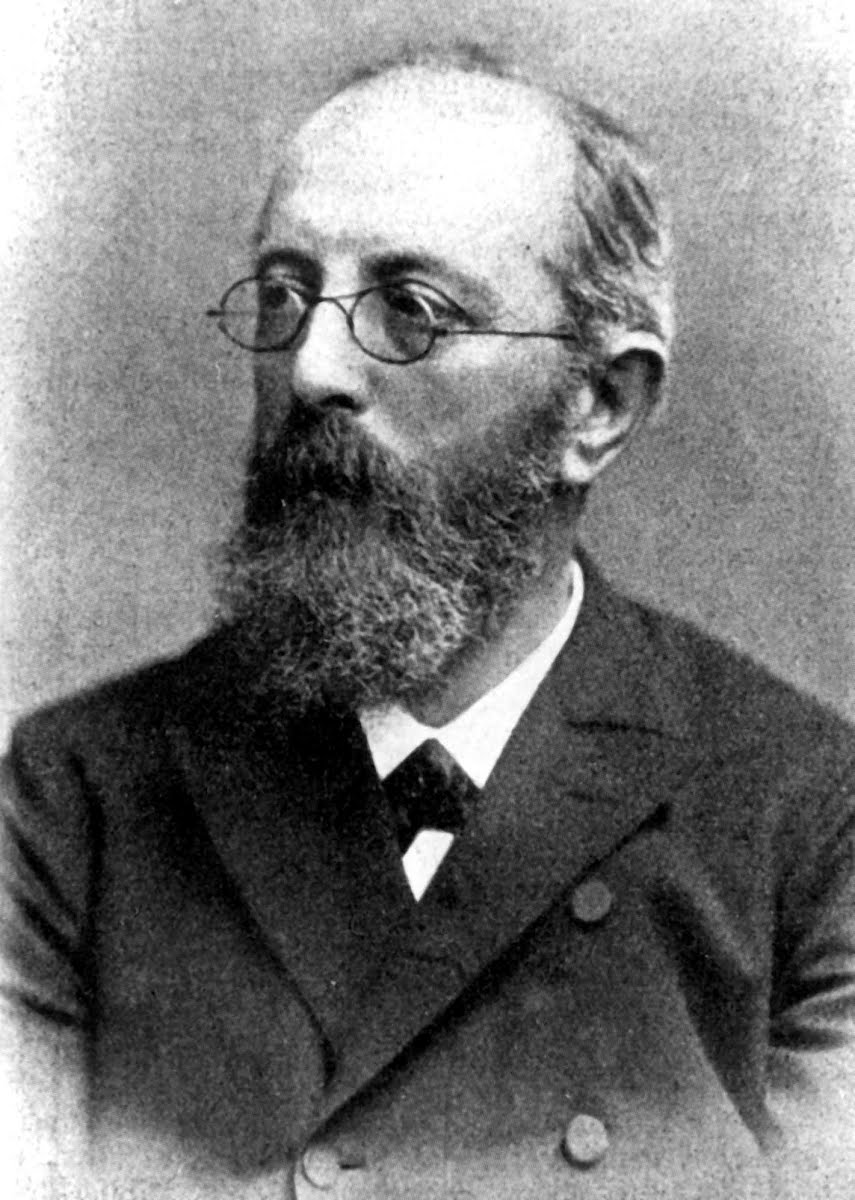
Joseph Perles
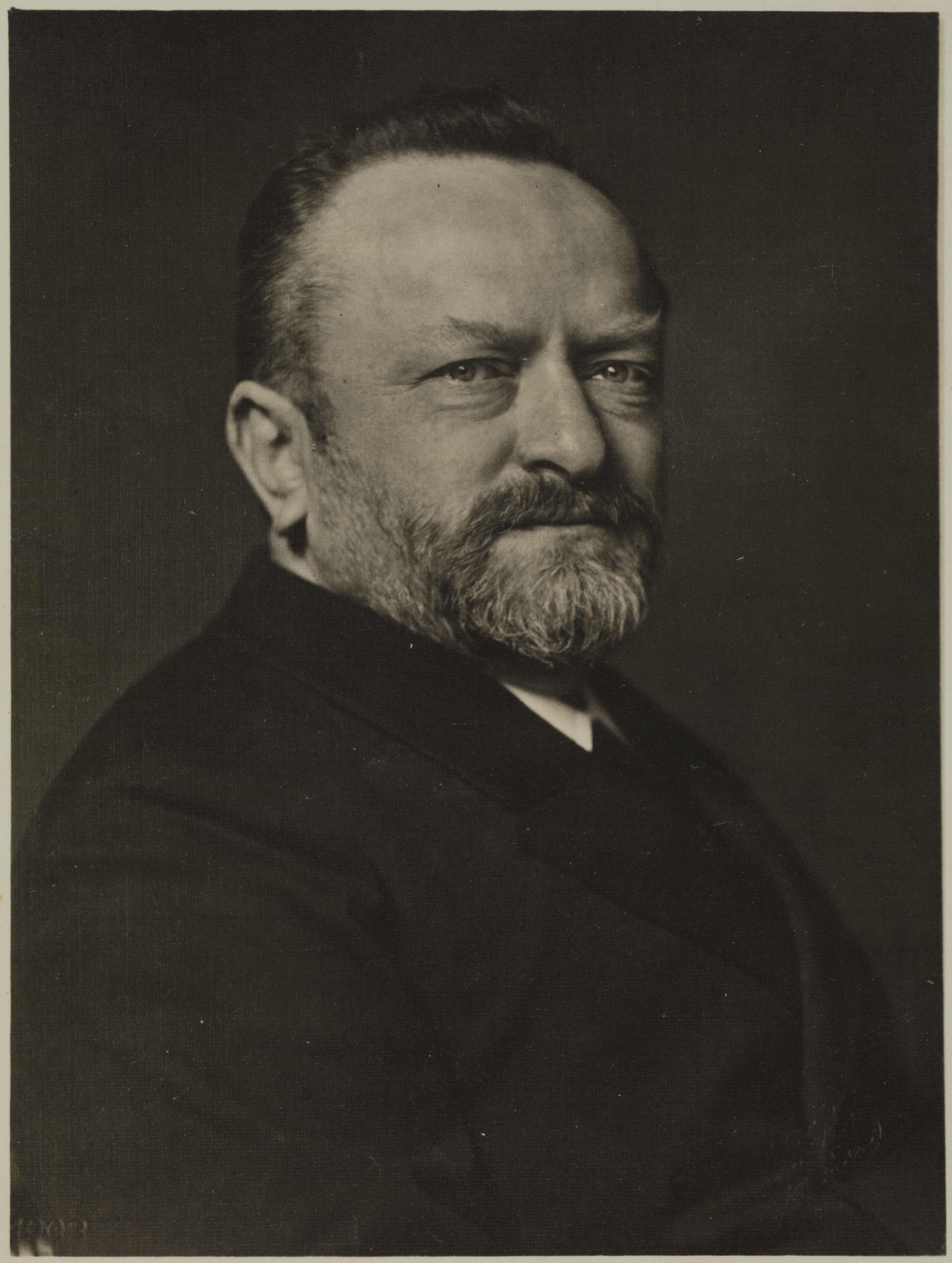
Cossmann Werner

## Architecture du bâtiment

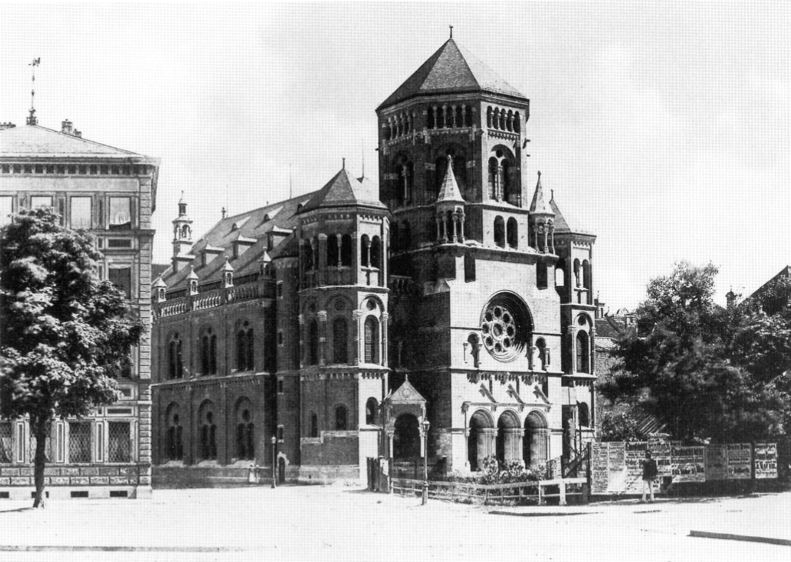
La synagogue vue de la Herzog-Max-Straße en 1889

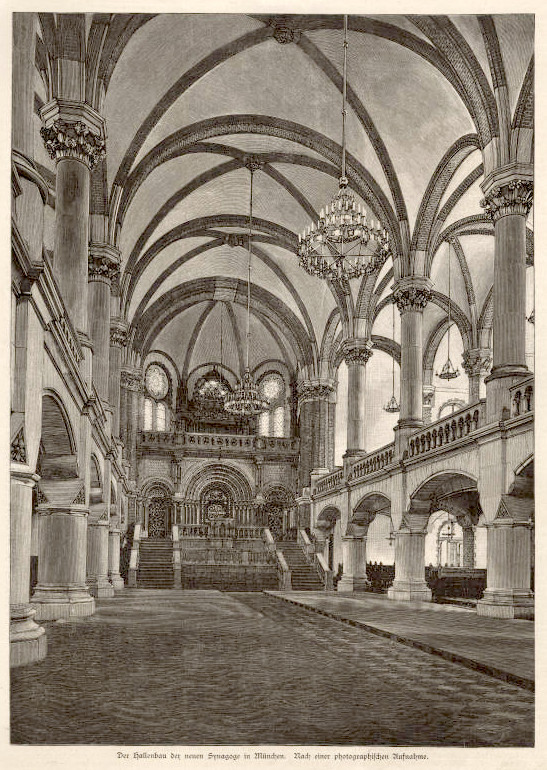
Intérieur de la synagogue en 1887

La synagogue est construite par l'architecte Albert Schmidt dans le style de l'historicisme néo-roman, comme un bâtiment monumental indépendant délimité par trois rues. L'apparence imposante du bâtiment et son emplacement remarquable au centre de Munich, non loin du Karlstor, la porte de ville à l'ouest du centre historique, souligne son importance en tant que bâtiment public dans la vie urbaine de Munich.
Les façades sont en briques apparentes, dans lesquelles sont intégrés des éléments décoratifs en pierre sculptée. Dans l'axe visuel de la Lenbachplatz se trouve l'entrée monumentale avec sa rosace, d'où s'élève une tour centrale octogonale, flanquée de deux petites tours d'angle. Derrière elle se trouvent les deux tours des cages d'escalier avec le dernier étage ouvert vers l'extérieur. 
L'intérieur était une salle continue à trois nefs avec des piliers ronds, interrompue par une galerie. Une voûte d'ogive s'élève au-dessus. L'Arche sainte sur le mur est, est surélevée par un puissant escalier. Devant l'Arche se trouve l'estrade pour l'officiant et le hazzan (chantre).